# ノーベリー伯爵
ノーベリー伯爵（ノーベリーはくしゃく、英: Earl of Norbury）は、アイルランド貴族の伯爵。アイルランド王国の裁判官ジョン・トラーが1827年に叙位されたことに始まる。

## 歴史
アイルランド庶民院議員、アイルランド法務次官、アイルランド法務長官を務めたジョン・トラー(1741?/1745–1831)はアイルランド民訴裁判所主席裁判官への就任にあたり、1800年12月27日にアイルランド貴族であるティペラリー県バリークレノードにおけるノーベリー男爵に叙された。さらに民訴裁判所主席裁判官の退任にあたり、1827年6月23日にキングス・カウンティにおけるグランダインのグランダイン子爵、ノーベリー伯爵に叙された。また法務長官在任中の1797年11月24日には妻グレース(c.1758–1822)がアイルランド貴族であるティペラリー県ノッカルトンにおけるノーウッド女男爵に叙された。
ノーウッド男爵位とノーベリー男爵位は通常通り初代男爵の男系子孫が継承できる一方、ノーベリー伯爵位は初代伯爵の次男ヘクター・ジョン・グレアム＝トラー(1781–1839)への特別残余権（special remainder）が規定された。そのため、1800年合同法で規定された爵位昇叙ではなく、新規叙爵として扱われ、既存の爵位が3つ廃絶するという要件を満たす必要が生じた。したがって、ノーベリー伯爵位の創設はニューコメン男爵、ウィットワース伯爵、カールトン子爵の廃絶を根拠とした。
ノーウッド男爵位とノーベリー男爵位を継承した長男ダニエル・トラー(c.1780–1832)は未婚のまま死去、すでに父からノーベリー伯爵位を継承した次男ヘクター・ジョン・グレアム＝トラーが3代ノーウッド男爵、3代ノーベリー男爵となった。以降、ノーウッド男爵位とノーベリー男爵位はノーベリー伯爵位の従属爵位となった。また2代伯爵は「グレアム」を姓に加えた。
2019年現在の当主は、2代伯爵の次男の玄孫にあたるリチャード・ジェームズ・グレアム＝トラー(1967–)である。

## 一覧

### ノーウッド男爵（1797年）
- 初代ノーウッド女男爵グレース・トラー（1758年ごろ – 1822年）
- 第2代ノーウッド男爵（第2代ノーベリー男爵）ダニエル・トラー（1780年ごろ – 1832年）
- 第3代ノーウッド男爵（第3代ノーベリー男爵・第2代ノーベリー伯爵）ヘクター・ジョン・グレアム＝トラー（1781年 – 1839年）
  - 以降は#ノーベリー伯爵（1827年）を参照

### ノーベリー男爵（1800年）
- 初代ノーベリー男爵（初代ノーウッド男爵・初代ノーベリー伯爵）ジョン・トラー（1741年?/1745年 – 1831年）
- 第2代ノーベリー男爵（第2代ノーウッド男爵）ダニエル・トラー（1780年ごろ – 1832年）
- 第3代ノーベリー男爵（第3代ノーウッド男爵・第2代ノーベリー伯爵）ヘクター・ジョン・グレアム＝トラー（1781年 – 1839年）
  - 以降は#ノーベリー伯爵（1827年）を参照

### ノーベリー伯爵（1827年）
- 初代ノーベリー伯爵ジョン・トラー（1741年?/1745年 – 1831年）
- 第2代ノーベリー伯爵ヘクター・ジョン・グレアム＝トラー（1781年 – 1839年）
- 第3代ノーベリー伯爵ヘクター・ジョン・グレアム＝トラー（1810年 – 1873年）
- 第4代ノーベリー伯爵ウィリアム・ブラバゾン・リンジー・グレアム＝トラー（1862年 – 1943年）
- 第5代ノーベリー伯爵ロナルド・イアン・モンタギュー・グレアム＝トラー（1893年 – 1955年）
- 第6代ノーベリー伯爵ノエル・テレンス・グレアム＝トラー（1939年 – 2000年）
- 第7代ノーベリー伯爵リチャード・ジェームズ・グレアム＝トラー（1967年 – ）

爵位の推定相続人はいない。